# United-Airlines-Flug 175
United-Airlines-Flug 175 (Flugnummer: UA175 bzw. UAL175) war ein Linienflug der US-Fluggesellschaft United Airlines, der planmäßig von Boston nach Los Angeles führen sollte. Am 11. September 2001 wurde die Passagiermaschine des Typs Boeing 767-200 von fünf radikal-islamistischen Mitgliedern des Terrornetzwerks Al-Qaida als zweites von vier Flugzeugen im Rahmen der Terroranschläge am 11. September 2001 entführt und um 9:03 Uhr Ortszeit in den Südturm (WTC 2) des World Trade Centers in New York City gelenkt.
Bei dem weltweit live übertragenen Einschlag zwischen der 77. und 85. Etage mit einer Fluggeschwindigkeit von 943 km/h starben alle 65 Personen an Bord sowie eine unbekannte Anzahl Menschen im Bereich der Einschlagszone. Bereits 17 Minuten zuvor schlug in den benachbarten Nordturm (WTC 1) der ebenfalls gekaperte American-Airlines-Flug 11 ein.
Der Südturm kollabierte 56 Minuten nach dem Einschlag des Flugzeugs um 9:59 Uhr Ortszeit. Beim Einsturz des Wolkenkratzers kamen geschätzte 900 weitere Menschen ums Leben, unter ihnen zahlreiche Ersthelfer und Feuerwehrleute des FDNY.

## Flug

### Crew
An diesem Tag bildeten der Flugkapitän Victor Saracini, sein Erster Offizier Michael Horrocks sowie die Flugbegleiter Robert Fangman, Amy Jarret, Amy King, Kathryn Laborie, Alfred Marchand, Michael Tarrou und Alicia Titus die neunköpfige Besatzung.

### Passagiere
Eingecheckt hatten 56 Passagiere. Drei Passagiere, Pete Hanson, Brian David Sweeney und Garnet Bailey sowie der Flugbegleiter Robert Fangman konnten nach der Entführung von Bord Telefongespräche führen. Letzterer berichtete von der Tötung der Piloten. Unter den Passagieren waren zudem der Vorstandsvorsitzende und zwei Manager der Softwarefirma BCT Technology AG aus Willstätt in Baden-Württemberg.

### Entführer
Die Gruppe der Entführer von United-Airlines-Flug 175 wurde von Marwan al-Shehhi aus den Vereinigten Arabischen Emiraten geführt. Zu den weiteren Entführern auf Flug 175 gehörten Fayez Banihammad, ebenfalls aus den Vereinigten Arabischen Emiraten, sowie die aus Saudi-Arabien stammenden Brüder Hamza al-Ghamdi und Ahmed al-Ghamdi und deren Landsmann Mohand al-Shehri.
Der als Pilot vorgesehene Marwan al-Shehhi erwarb zuvor bei einer Flugschule im US-Staat Florida zwischen April und Dezember 2000 gemeinsam mit den Terroristen Mohammed Atta (Pilot von American-Airlines-Flug 11) und Ziad Jarrah (Pilot von United-Airlines-Flug 93) eine Berufspilotenlizenz. Anfang September 2001 traf die Gruppe der Flugzeugentführer aus Florida in Boston ein. Marwan al-Shehhi kam am 9. September in Boston an und übernachtete im Milner Hotel, wo er sich ein Zimmer mit Mohamed Atta teilte. Einen Tag zuvor, am 8. September, flogen auch Fayez Banihammad und Mohand al-Shehri von Florida nach Boston, und checkten ebenfalls im Milner Hotel ein. Hamza al-Ghamdi und Ahmed al-Ghamdi kamen bereits am 7. September zusammen an und checkten zunächst im Charles Hotel in Cambridge (Massachusetts)  ein. Am nächsten Tag zogen sie in das Days Inn in Boston.
Am frühen Morgen des 11. September 2001 fuhren Hamza al-Ghamdi und Ahmed al-Ghamdi mit dem Taxi zum Bostoner Logan International Airport. Sie kamen um 06:20 Uhr am Schalter von United Airlines im Terminal C an. Ahmed al-Ghamdi checkte zwei Taschen ein. Der mutmaßliche Pilot Marwan al-Shehhi checkte um 06:45 Uhr mit einer Tasche ein. Fayez Banihammad und Mohand al-Shehri checkten um 06:53 Uhr mit jeweils zwei Taschen ein. Shehhi und die anderen Entführer bestiegen Flug 175 zwischen 07:23 Uhr und 07:28 Uhr. Banihammad stieg zuerst ein und saß auf Platz 2A der ersten Klasse, während Mohand al-Shehri auf Platz 2B saß. Um 07:27 Uhr stiegen Shehhi und Ahmed al-Ghamdi ein und nahmen in den Business Class-Sitzen 6C bzw. 9D ihre Plätze ein. Eine Minute später folgte Hamza al-Ghamdi und setzte sich neben seinen Bruder auf Sitz 9C.

### Flugablauf

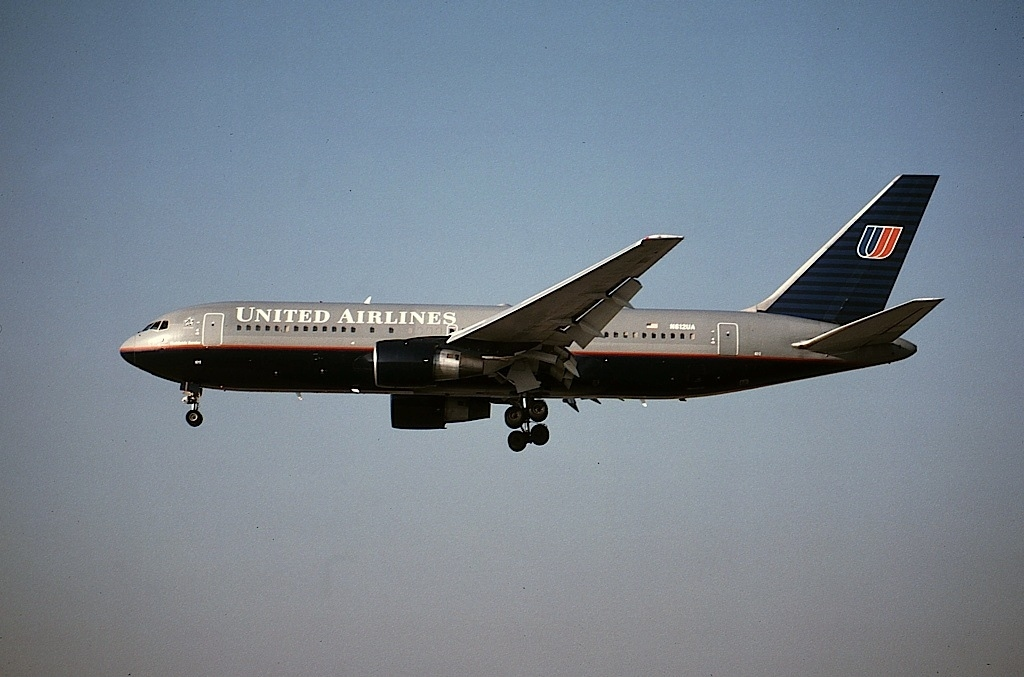
Die entführte Boeing 767 im Dezember 1999

Skizze des World Trade Centers mit Ort des Einschlags von Flug UA175 in den Südturm (WTC 2)

Die Boeing 767 sollte planmäßig um 8:00 Uhr EDT vom Logan International Airport in Boston zu einem Linienflug zum Los Angeles International Airport starten. Tatsächlich verließ das Flugzeug um 7:59 Uhr das Gate C19, musste aber in einer Halteposition bis zur Startfreigabe auf Startbahn 9 um 8:14 Uhr warten.
Um 8:39 Uhr wurde die Besatzung von der Flugsicherung auf eine südwärts fliegende Boeing 767 der American Airlines (es handelte sich um den American-Airlines-Flug 11) aufmerksam gemacht und zu einer Kursänderung um 30 Grad nach rechts aufgefordert.
Um 8:41 Uhr hörten die Piloten von UA175 verdächtigen Funkverkehr mit, in dem Personen aufgefordert wurden: Stay in your seats! („Bleiben Sie an Ihrem Platz!“), und berichteten dies an die Bodenkontrolle.
Um 8:42 Uhr wich Flug UA175 von der vorgegebenen Flugroute ab. Um 8:44 Uhr teilte ein Pilot des US-Airways-Flugs 583 der Flugkontrolle mit, dass er gerade ein Notsignal von Flug UA175 aufgefangen habe.
Um 8:46 Uhr befand sich das Flugzeug etwa 80 Kilometer (50 Meilen) nördlich von New York City und flog in Richtung Baltimore. Ab diesem Zeitpunkt sendete Flug UA175 nach einigen Berichten kein Transpondersignal mehr. Die Untersuchung durch die Luftfahrtbehörde sagt dazu, dass der Transpondercode zweimal geändert, aber der Transponder zu keinem Zeitpunkt abgestellt wurde. Dadurch konnte die Flugsicherung die Flugdaten kontinuierlich verfolgen. In ungefähr diesem Zeitraum drohte eine Kollision mit dem Delta-Airlines-Flug 2315, der von Hartford nach Tampa flog. Die beiden Maschinen verpassten sich nur um ungefähr 300 Fuß (ca. 100 m). Dass es zu keiner Kollision kam, war auch der schnellen Reaktion des Fluglotsen Dave Bottiglia geschuldet, der die Delta-Maschine energisch anwies, ein Ausweichmanöver zu fliegen.
Um 8:46 Uhr schlug die erste entführte Maschine im Nordturm ein. Der Einschlag bewirkte auch eine erdbebenartige Erschütterung im Südturm.
Um 8:58 Uhr ging die Maschine in einer Flughöhe von 8700 Metern (28.500 Fuß) in den Sinkflug über. Die Sinkrate betrug mehr als 1500 Meter (5.000 Fuß) pro Minute. In diesen Minuten des steilen Sinkfluges kam UA175 dem Midwest-Express-Flug 7, der von Milwaukee nach New York unterwegs war, gefährlich nahe.
Um 9:03 Uhr Ortszeit (15:03 Uhr MESZ) flog UA175 nach einer weiten Linkskurve mit einer geschätzten Geschwindigkeit von über 800 km/h von Süden in den Südturm, etwa in Höhe zwischen dem 77. und dem 85. Stockwerk. Einige Trümmer stürzten auf der Nordseite des Turms heraus zu Boden. Darunter befanden sich Teile des Fahrwerks, die zwei Blocks entfernt das Dach sowie zwei Stockwerke des Gebäudes 45-47 Park Place durchbrachen. Eine Turbine schlug in der Church Street auf.

## Folgen des Einschlags im Südturm

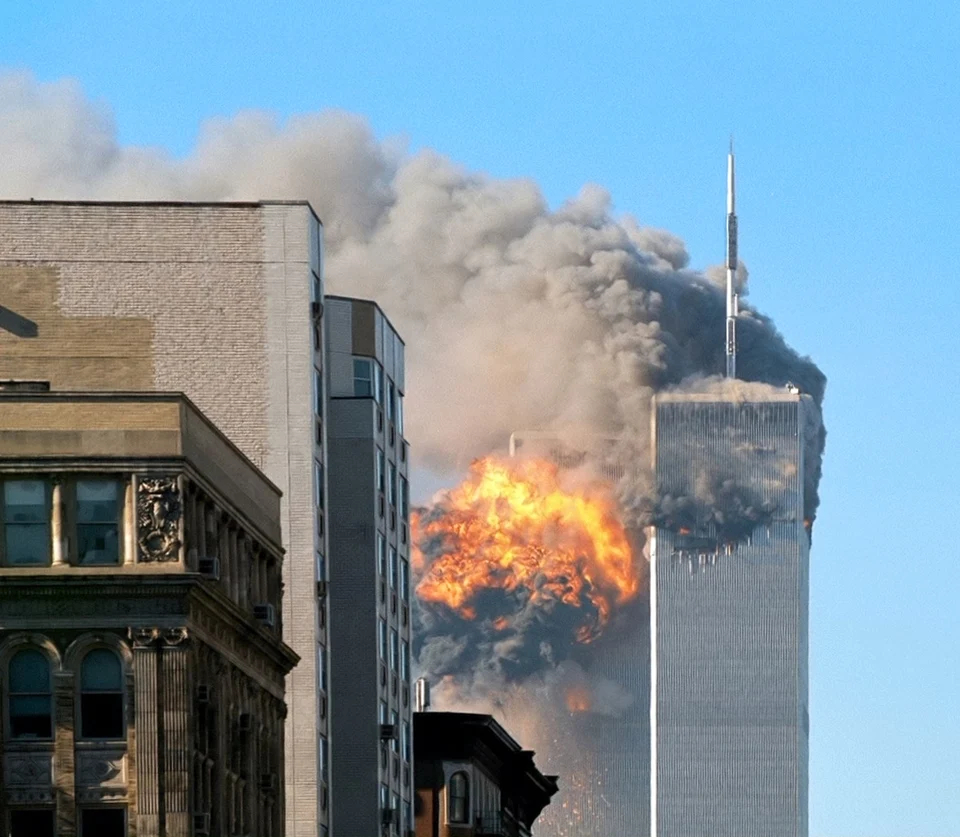
Einschlag von Flug UA175 im Südturm (Aufnahme von Norden)

Beim Einschlag von UA175 kam es zu einer Explosion des Kerosins und einem darauf folgenden Gebäudebrand ausgehend von den Etagen zwischen dem 77. und dem 85. Stockwerk. Alle 65 Personen an Bord von UA175 mussten bei der Geschwindigkeit und der folgenden Explosion sofort tot gewesen sein. Auf Fotos sind an drei Gebäudeseiten Explosionsflammen aus den Fassaden heraus zu erkennen. Der Anflug wurde live von verschiedenen Fernsehstationen gezeigt, die den brennenden Nordturm filmten. Vom Einschlag existieren zahlreiche verschiedene Fotografien und Videos aus verschiedenen Blickwinkeln.
Eine unbekannte Anzahl an Personen im Südturm wurde unmittelbar durch den Einschlag des Verkehrsflugzeugs getötet. Durch die zerstörten Treppenhäuser bzw. das verqualmte Treppenhaus war es den Menschen oberhalb der Einschlagstelle weitgehend unmöglich zu fliehen. Durch Hitzeeinwirkung und Qualm in die Enge getrieben, stürzten sich bereits nach wenigen Minuten die ersten Opfer aus den zerstörten Fenstern der oberen Etagen in den Tod, um nicht zu verbrennen. Um 9:59:04 Uhr Ortszeit (EDT), 56 Minuten nach dem Einschlag des Flugzeugs, kollabierte der Südturm komplett. Ungefähr 600 Menschen, darunter viele Feuerwehrleute des FDNY und anderes Rettungspersonal, befanden sich noch in dem Turm und wurden mit wenigen Ausnahmen bei dessen Einsturz getötet. Unter den Verstorbenen befanden sich auch zwei deutsche Geschäftsmänner, die morgens einen gemeinsamen Termin in einem Büro auf der 94. Etage hatten. Nur bei einem Teil der später aufgefundenen Leichenteile gelang die Identifizierung mittels Zahnbefunden und DNA-Analyse.
Die meisten der im Südturm (WTC 2) arbeitenden Menschen, die sich um 9:03 Uhr unterhalb der Einschlagstelle befanden, ca. 8.000 Personen, überlebten. Es gab zahlreiche Verletzte und traumatisierte Personen.

## Nationalitäten der Opfer im Flugzeug
Die Nationalität der 51 Passagiere (ohne Entführer) und 9 Besatzungsmitglieder umfasste 7 verschiedene Länder:

| Nationalität           | Passagiere | Besatzung | Gesamt |
| ---------------------- | ---------- | --------- | ------ |
| Vereinigte Staaten     | 43         | 9         | 52     |
| Deutschland            | 3          | –         | 3      |
| Kanada                 | 1          | –         | 1      |
| El Salvador            | 1          | –         | 1      |
| Indonesien             | 1          | –         | 1      |
| Israel                 | 1          | –         | 1      |
| Vereinigtes Königreich | 1          | –         | 1      |
| Gesamt                 | 51         | 9         | 60     |

## Erinnerung, Mahnung, Gedenkstätten

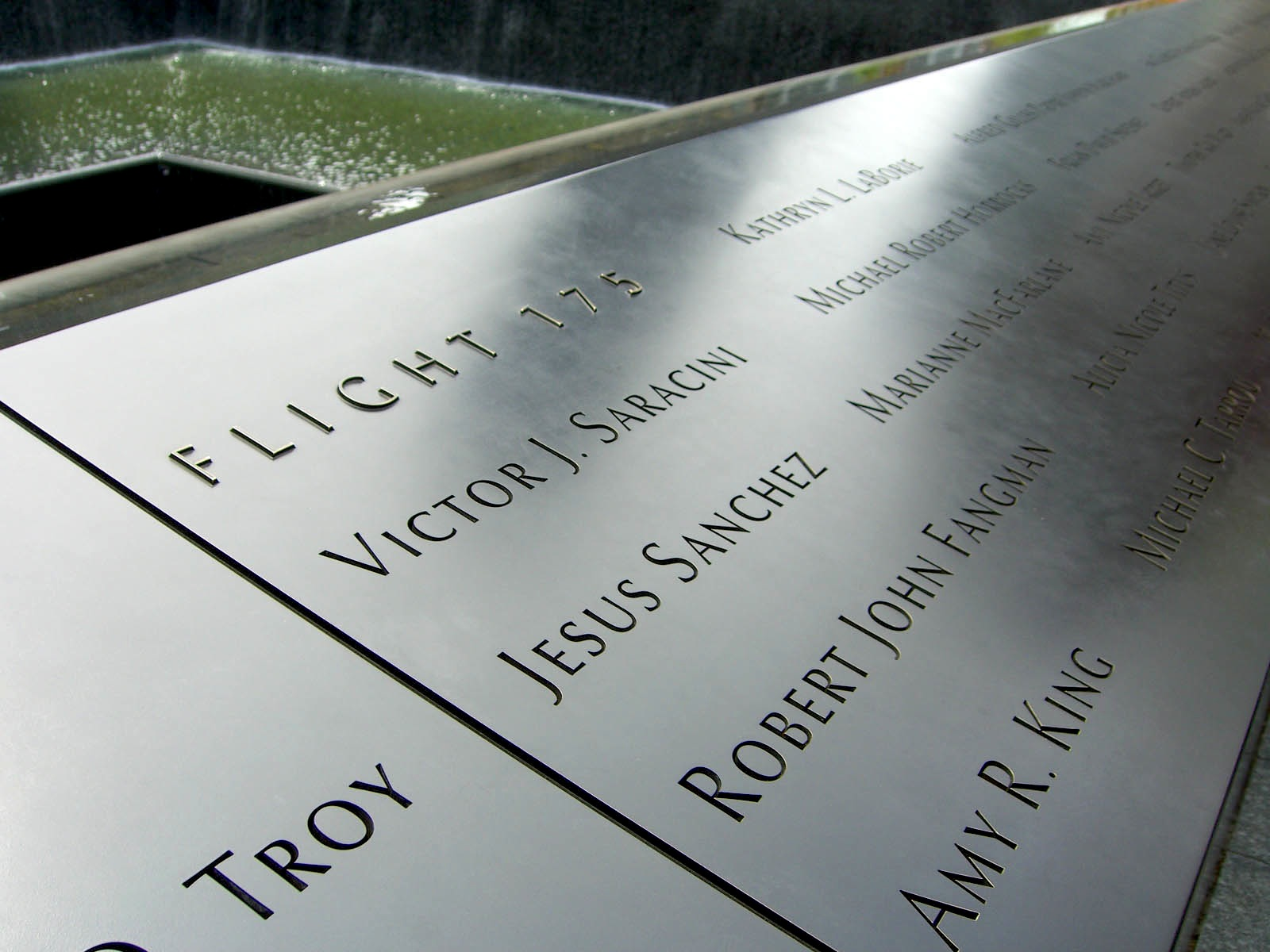
Erinnerungstafel am World Trade Center Memorial

In Manhattan befindet sich seit 2014 das World Trade Center Memorial (Gedenkstätte mit einem Museum zur Erinnerung an die Opfer).
In den Vereinigten Staaten ist eine sehr vielfältige Kultur der Erinnerung und Mahnung im Zusammenhang mit dieser und den anderen Entführungen und ihren Folgen entstanden. Dazu gehören auch viele Websites von Angehörigen.